# John Earsden
John Earsden   (1618 - valor desconegut) fou un compositor anglès que visqué a les primeries del segle xvii.
Es conserven d'ell, una col·lecció de composicions musicals editades a Londres, el 1618.